# Red Bank (New Jersey)
Red Bank is een plaats (borough) in de Amerikaanse staat New Jersey, en valt bestuurlijk gezien onder Monmouth County.

## Demografie
Bij de volkstelling in 2000 werd het aantal inwoners vastgesteld op 11.844.
In 2006 is het aantal inwoners door het United States Census Bureau geschat op 11.850, een stijging van 6 (0.1%). In 2010 geschat op 12.206 en in 2019 op 11.966.

## Geografie
Volgens het United States Census Bureau beslaat de plaats een oppervlakte van
5,6 km², waarvan 4,6 km² land en 1,0 km² water.

## Geboren
- Edmund Wilson (1895-1972), journalist, literatuurcriticus, essayist en dichter
- Natalie Schafer (1900-1991), actrice
- Count Basie (1904-1984), jazzpianist en bigbandleider
- Dave Wyndorf (1956), zanger, gitarist en liedjesschrijver (Monster Magnet)
- Christopher Young (1957), filmcomponist
- Kevin Smith (1970), filmregisseur
- Chris Lieto (1972), triathleet
- Brian Fallon (1980), zanger en gitarist (The Gaslight Anthem)

## Plaatsen in de nabije omgeving
De onderstaande figuur toont nabijgelegen plaatsen in een straal van 8 km rond Red Bank.